# گروه پاتاگونیت فیلم
گروه پاتاگونیت فیلم (انگلیسی: Patagonik Film Group) شرکت رسانه‌ای آرژانتینی است، که در سال ۱۹۹۶ تأسیس شد.